# Beau Nash

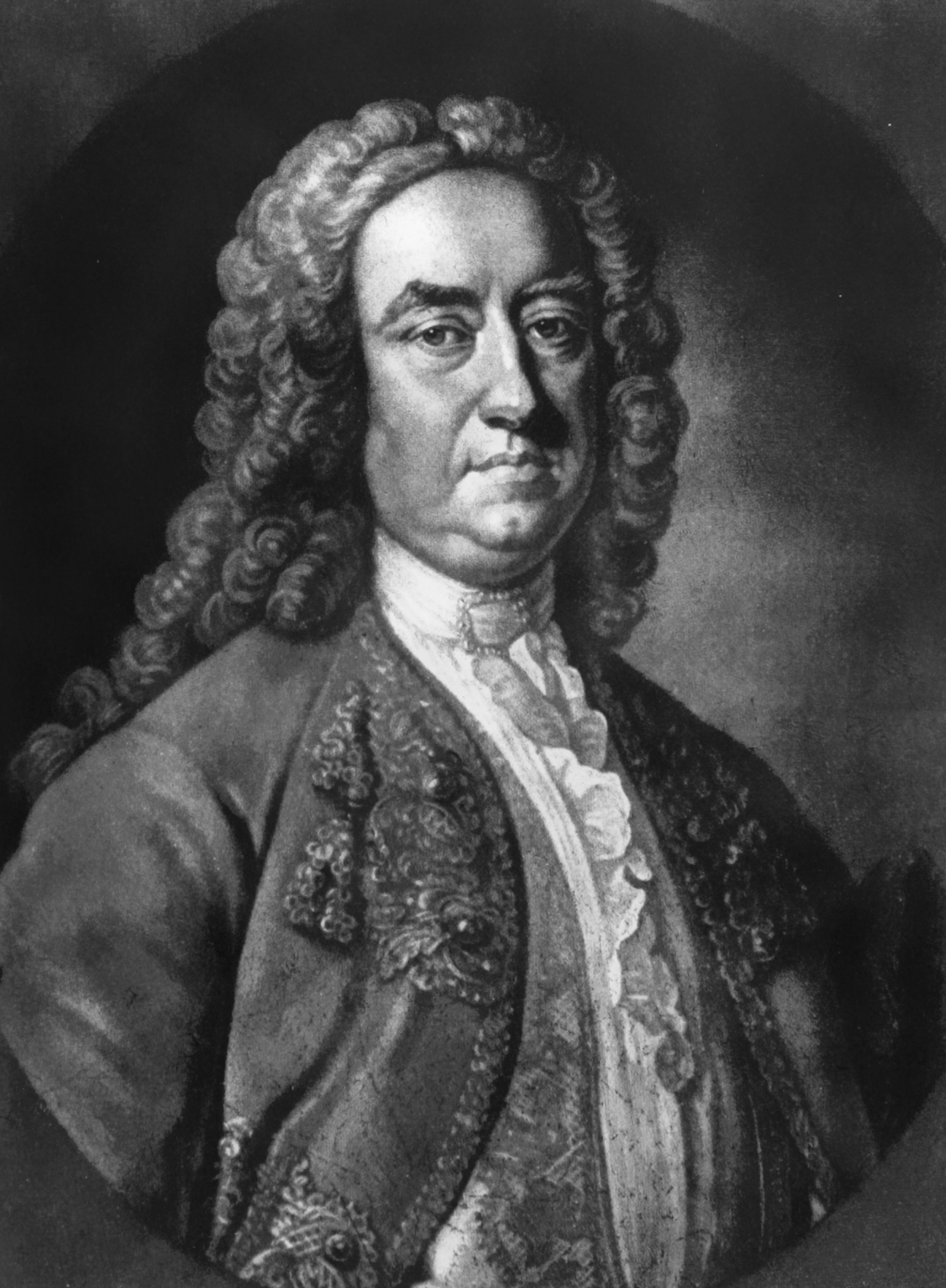
Beau Nash von John Faber jun. nach einem Kupferstich von Thomas Hudson, 1740 (National Portrait Gallery, London)

Richard „Beau“ Nash (* 18. Oktober 1674 in Swansea; † 3. oder 12. Februar 1761 in Bath) war ein britischer Dandy des 18. Jahrhunderts. Sein Spitzname lautete in Bezug auf seinen Wirkungsort „König von Bath“.

## Leben

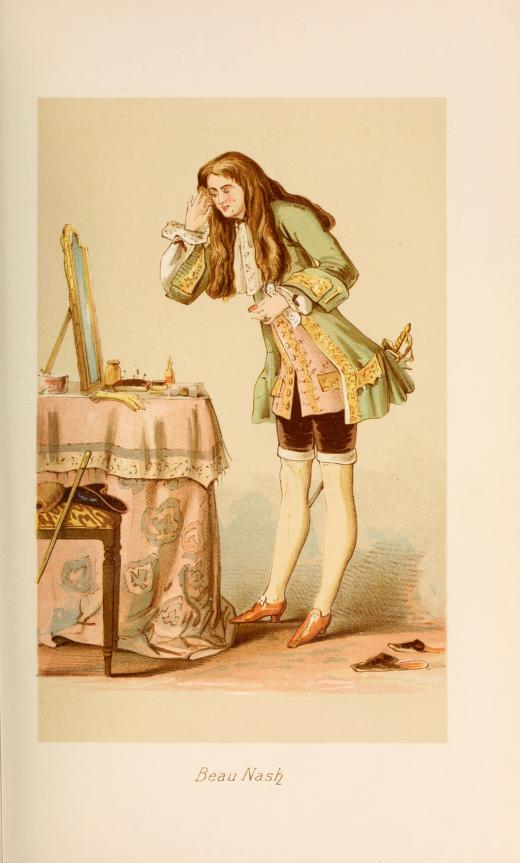
Beau Nash als Jugendlicher (Illustration von 1886)

Nash wurde 1674 im walisischen Swansea im damaligen Königreich England als Kind einer zur Oberschicht gehörenden Familie geboren, auch wenn seine Abstammung unklar ist und mehrere Möglichkeiten wie eine Abstammung von einer Familie in Llangwm, Pembrokeshire, oder vom Kaufmann Richard Nash aus Carmarthen diskutiert werden. Sein Vater wurde in Pembroke geboren und war an einem Glaswerk in Swansea beteiligt. Nash besuchte zunächst die Carmarthen Grammar School, die Queen Elizabeth’s School in Carmarthen und ab Anfang der 1690er-Jahre das Jesus College der University of Oxford, das er allerdings ohne Abschluss verließ. Anschließend kaufte er sich als Offizier in die British Army ein (ein damals gängiger Weg) – er diente in der Londoner Guards Division und knüpfte erste Kontakte mit der gehobenen Gesellschaft –, doch er gab seinen Militärdienst zugunsten eines Studiums der Rechtswissenschaften auf, um später als Barrister zu arbeiten. Während des Studiums war er als „Autorität in Sachen Kleidung, Benehmen und Stil“ bekannt. Im Rahmen der Feier zum Beitritt von Wilhelm III. in die Inns of Court führte Nash den Festzug des Middle Temple an. Wegen seiner guten Leistungen in dieser Funktion wurde ihm der Ritterschlag angeboten, doch Nash forderte eine zusätzliche Rente, was der König ablehnte.
1705 zog Nash nach Bath um, wo er kurze Zeit später zum Master of Ceremonies (zu deutsch „Zeremonienmeister“) aufstieg. Als solcher war er für die Veranstaltung und Durchführung verschiedenster gesellschaftlicher Ereignisse in dem Kurbad zuständig. In seinem Amt setzte Nash verschiedene Reformen und Maßnahmen durch; so verbesserte er das Stadtbild von Bath und reformierte die gesellschaftlichen Regeln der dortigen Gesellschaft. In der Folge wandelte sich Bath sukzessive in ein mondänes, wohlhabendes Kurbad. Nash selbst bemühte sich um ein pompöses Auftreten, wobei er sich als „King of Bath“ betitelte. Zudem frönte er einem Leben als Junggeselle, hatte aber mindestens zwei Geliebte. Seinen Lebensunterhalt finanzierte er in Teilen über das Glücksspiel, eine Möglichkeit, die allerdings nach dem gesetzlichen Verbot verschwand. Vergeblich versuchte Nash, das entsprechende Gesetz vor Gericht anzufechten. 1740 geriet er deshalb in sehr erhebliche finanzielle Schwierigkeiten. Sein Lebensabend wurde durch eine Rente finanziert, die es ihm ermöglichte, seine Lebensweise weitgehend fortzusetzen. Nach seinem Tod am 3. oder 12. Februar 1761 (dazu existieren unterschiedliche Angaben) im Alter von 86 Jahren wurde er auf Kosten der Stadt Bath in der Abteikirche Bath beigesetzt.
Nash ist in mehreren Kunstwerken abgebildet; so verzeichnet die National Portrait Gallery vier Porträts von ihm, während das British Museum insgesamt zehn Werke mit Nash als Thema katalogisiert hat, darunter eine anonyme Karikatur sowie mehrere Porträts, darunter wiederum eines von John Faber dem Jüngeren.